# یوگنی برزین
یوگنی برزین (روسی: Евгений Берзин؛ زاده ۳ ژوئن ۱۹۷۰ در ویبورگ، روسیه) رکابزن حرفه‌ای سابق اهل روسیه است که در رشته دوچرخه‌سواری جاده فعالیت می‌کرد. او توانست در سال ۱۹۹۴ برنده جیرو دیتالیا و لیژ–باستون–لیژ شود.

## فعالیت حرفه ای
در سال ۱۹۹۰ برزین برندهٔ تعقیبی انفرادی و تعقیبی تیمی مردان در مسابقات قهرمانی دوچرخه‌سواری آماتور جهان شد. در سال ۱۹۹۱ توانست قهرمانی تعقیبی تیمی را تکرار کند. برزین در سال ۱۹۹۳ حرفه‌ای شد.
برزین در سال ۱۹۹۳ در تور بریتانیا رکاب زد و در مرحلهٔ چهارم بر سکوی دوم ایستاد. در همان سال در مسابقهٔ ستیمانا در لمباردی نیز دوم شد.
در سال ۱۹۹۴ برزین در ۲۴ سالگی جلوتر از لانس آرمسترانگ، برندهٔ تور دوچرخه‌سواری لیژ–باستون–لیژ شد. در همان سال، در جیرو دیتالیا شرکت کرد. او توانست در تایم تریل مرحلهٔ دوم در رتبهٔ دوم بایستد و با اختلاف هفت ثانیه در رتبهٔ دوم رده‌بندی اصلی قرار گرفت. سپس در مرحلهٔ چهارم با اختلاف ۴۷ ثانیه نسبت به رقیبان اصلی پیروز شد و پیراهن صورتی را به دست آورد. تایم تریل مرحلهٔ هشتم به مسافت ۴۴ کیلومتر دومین پیروزی برزین را رقم زد. فاصلهٔ او با نفر دوم این مرحله، بیش از ۱ دقیقه بود. در مراحل بعدی برزین توانست برتری خود را به خوبی حفظ کند. در مرحلهٔ کوهستانی ۱۵ که شامل چند سربالایی مشهور بود، ششم شد و ۴ دقیقه پس از مارکو پانتانی و ۳۶ ثانیه پس از میگل ایندوراین از خط پایان گذشت؛ ولی توانست رهبری خود را حفظ کند. قدرت برزین در تایم تریل دوباره برتری او را افزایش داد. در تایم تریل کوهستانی مرحلهٔ ۱۸ توانست مسیر ۴۴ کیلومتری را ۲۰ ثانیه سریع‌تر از ایندوراین و ۹۷ ثانیه سریع‌تر از پانتانی طی کند و اختلاف خود با پانتانی که در رتبهٔ دوم بود به نزدیک ۳ دقیقه برساند. به این ترتیب، برزین توانست قهرمان جیرو دیتالیا شود. همچنین پیراهن سفید بهترین رکابزن جوان را به دست آورد. انتظار می‌رفت که برزین ستارهٔ آیندهٔ دوچرخه‌سواری باشد؛ ولی هرگز نتوانست نتایج خود در سال ۱۹۹۴ را تکرار کند.
در سال بعد، برزین پس از تونی رومینگر بر سکوی دوم جیرو ایستاد. او توانست برندهٔ مرحلهٔ ماقبل آخر که کوهستانی بود نیز شود. همچنین برندهٔ تایم تریل تیمی مرحلهٔ سوم تور دو فرانس ۱۹۹۵ شد؛ ولی در ادامهٔ مسابقه، کناره‌گیری کرد.
در سال ۱۹۹۶ برزین در جیرو دهم شد و در یک مرحلهٔ تایم تریل به پیروزی رسید. همچنین برندهٔ پرولوگ و مرحلهٔ هشتم تور سوئیس شد. در تور دو فرانس، پیراهن طلایی را در مرحلهٔ هفتم در آلپ به دست آورد و در تایم تریل مرحلهٔ بعد نیز پیروز شد؛ ولی در مرحلهٔ نهم آن را به بیارنه ریس داد.
در سال ۱۹۹۷ در جیرو بیستم شد و هیچ پیروزی کسب نکرد. در تور نیز در پرولوگ سوم شد؛ ولی نتوانست تور را به پایان برساند.
در ۱۹ اکتبر ۱۹۹۷ برزین تلاش کرد رکورد یک‌ساعت رکابزنی را بشکند؛ ولی پس از ۱۷ دقیقه تلاش خود را خاتمه داد؛ زیرا بسیار با رکورد کریس بوردمن فاصله داشت.

## سال‌های پایانی
در سال ۱۹۹۸ برزین جیرو را از دست داد؛ ولی تور را در رتبهٔ ۲۵ به پایان رساند. در سال ۱۹۹۹ برای آخرین بار در جیرو شرکت کرد و رتبهٔ ۵۲ را به دست آورد.
در سال ۲۰۰۰ برزین به دلیل افزایش سطح هماتوکریت به مدت دو هفته تعلیق شد و جیرو را از دست داد. او در مهٔ ۲۰۰۱ در ۳۰ سالگی بازنشسته شد.

## نتایج در گرند تورها
| گرند تور       | ۱۹۹۳ | ۱۹۹۴ | ۱۹۹۵   | ۱۹۹۶ | ۱۹۹۷   | ۱۹۹۸ | ۱۹۹۹ | ۲۰۰۰   |
| -------------- | ---- | ---- | ------ | ---- | ------ | ---- | ---- | ------ |
| جیرو دیتالیا   | ۹۰   | ۱    | ۲      | ۱۰   | ۲۰     | —    | ۵۲   | ناتمام |
| تور دو فرانس   | —    | —    | ناتمام | ۲۰   | ناتمام | ۲۵   | —    | —      |
| ووئلتا اسپانیا | —    | —    | —      | —    | —      | —    | —    | —      |